# Ardisia crenata
Ardisia crenata Sims – gatunek roślin z rodziny pierwiosnkowatych (Primulaceae). Występuje naturalnie we wschodnich Indiach, na Sri Lance, w Mjanmie, Chinach (w prowincjach Anhui, Fujian, Guangdong, Hajnan, Hubei, Hunan, Jiangsu, Jiangxi, Junnan, Kuangsi, Zhejiang oraz w południowo-zachodnim Tybecie), na Półwyspie Koreańskim, w Japonii, na Tajwanie, w Wietnamie, Laosie, Kambodży, Tajlandii, Malezji oraz na Filipinach. Ponadto został introdukowany w Stanach Zjednoczonych (w Alabamie, na Florydzie, w Georgii, na Hawajach, w Luizjanie, na Portoryko i w Teksasie), na francuskiej wyspie Reunion, na Mauritiusie, Seszelach, w Indonezji (na Małych Wyspach Sundajskich) oraz Australii (w stanach Nowa Południowa Walia i Queensland). 
Gatunek uznany został za jeden ze 100 najbardziej inwazyjnych gatunków na świecie.

## Morfologia

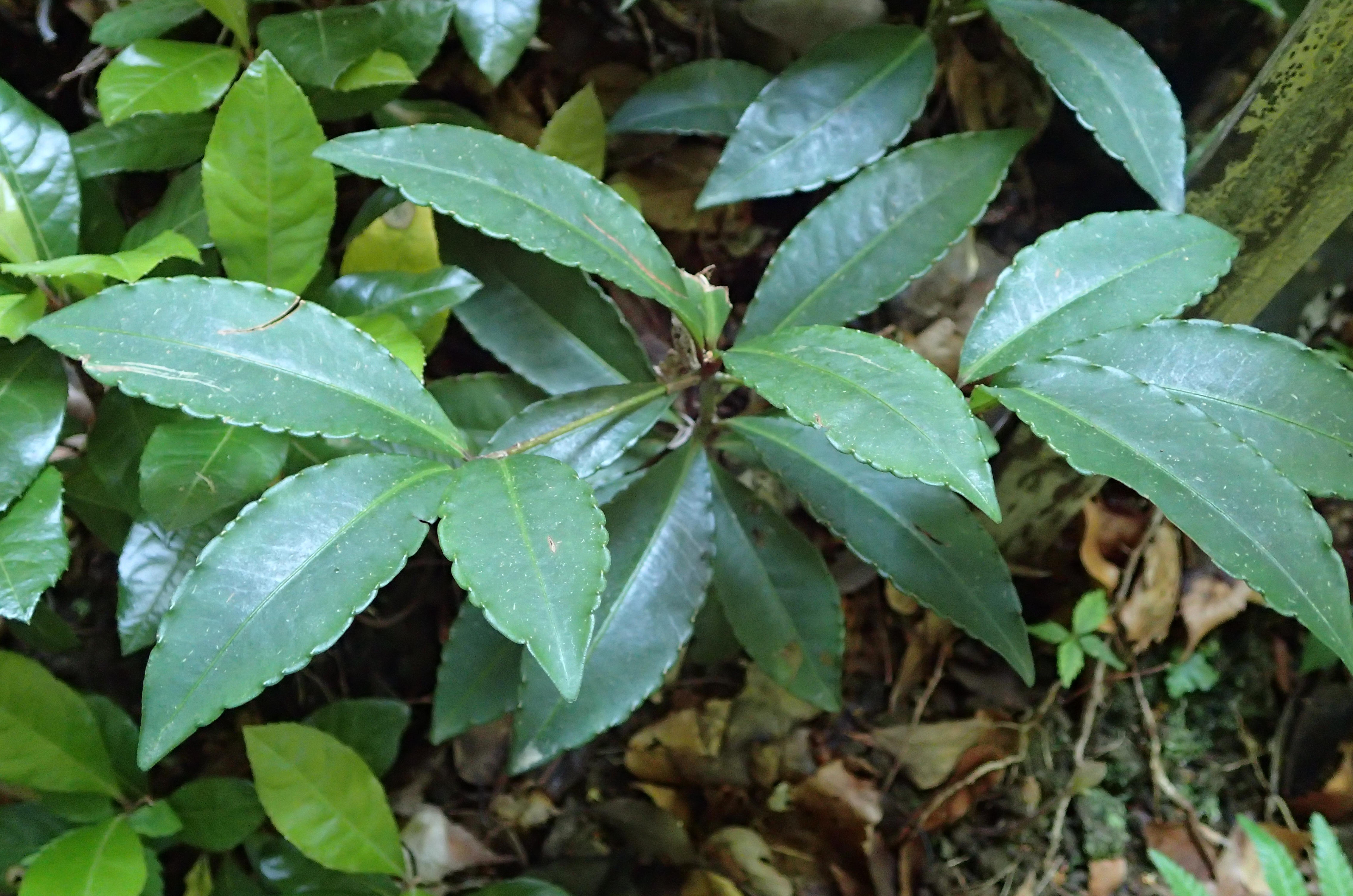
Liście

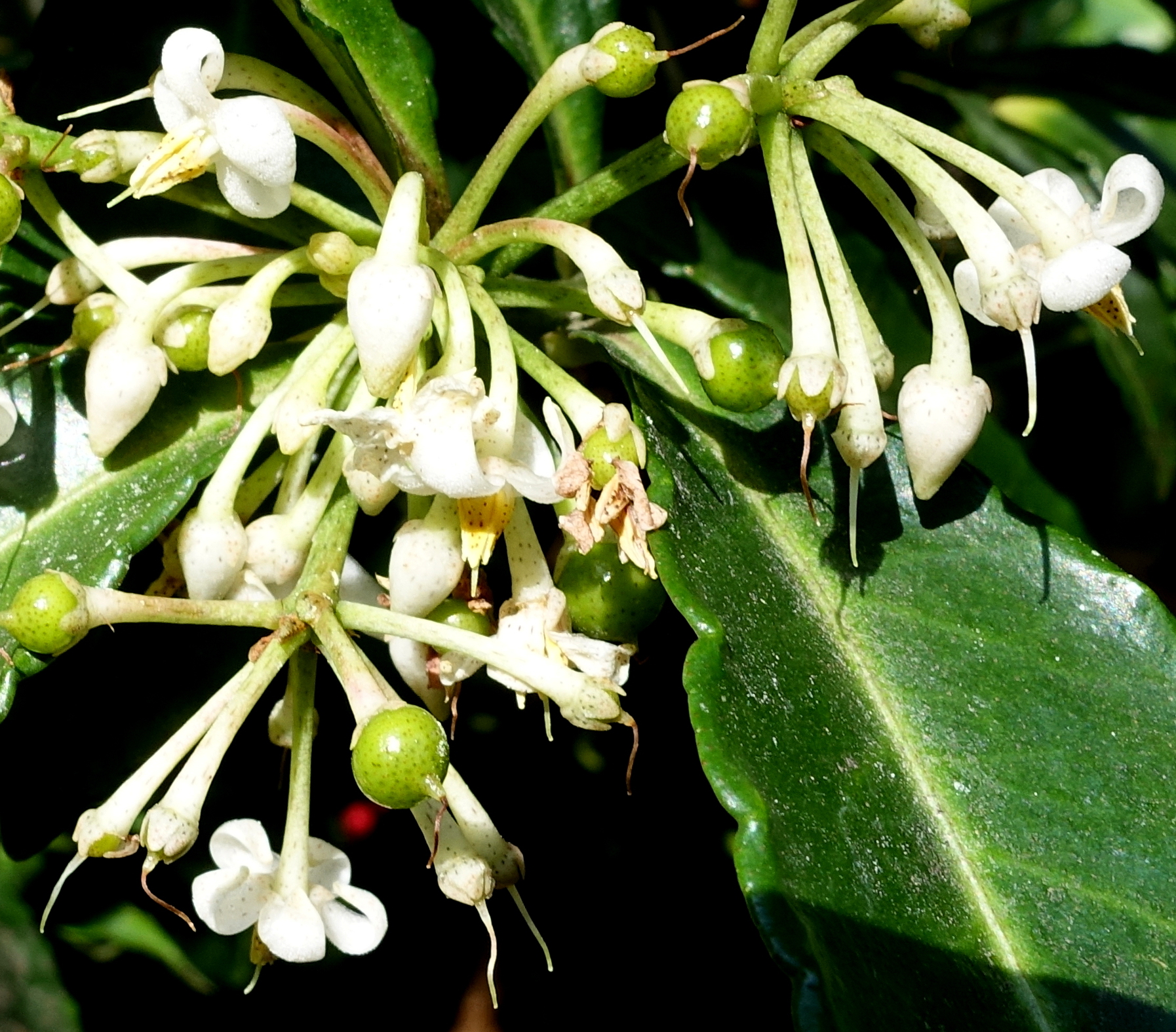
Kwiatostany

PokrójZimozielony krzew dorastający do 1–3 m wysokości.
LiścieBlaszka liściowa ma eliptyczny lub lancetowaty kształt. Mierzy 7–15 cm długości oraz 2–4 cm szerokości, jest karbowana na brzegu, ma klinową nasadę i ostry lub spiczasty wierzchołek. Ogonek liściowy jest nagi i ma 6–10 mm długości.
KwiatyZebrane w wierzchotkach wyrastających na szczytach pędów. Mają działki kielicha o owalnym kształcie i dorastające do 1–2 mm długości. Płatki są lancetowate i mają białą lub różową barwę.
OwocPestkowce mierzące 6-8 mm średnicy, o kulistym kształcie i czerwonej barwie.

## Biologia i ekologia
Rośnie na terenach bagnistych oraz w lasach. Występuje na wysokości do 2400 m n.p.m.

## Zmienność
W obrębie tego gatunku oprócz podgatunku nominatywnego wyróżniono dwa podgatunki:
- A. crenata subsp. crassinervosa (E.Walker) C.M.Hu & J.E.Vidal – występuje naturalnie w Chinach (na wyspie Hajnan). Rośnie na brzegach cieków wodnych oraz w lasach. Występuje na wysokości od 100 do 1800 m n.p.m. Dorasta do 2 m wysokości. Blaszka liściowa jest skórzasta i mierzy 10–17 cm długości oraz 3–6 cm szerokości i jest całobrzega. Ogonek liściowy jest nagi i ma 3–5 mm długości. Kwiaty są zebrane w wierzchotkach przypominające baldachy, wyrastających z kątów pędów. Mają działki kielicha dorastające do 4 mm długości. Płatki mają barwę od białej do purpurowej. Owoce mierzą 9 mm średnicy[6].
- A. crenata subsp. obtusifolia Chatan & Promprom